# Zarand (kommunhuvudort)
Zarand (persiska: زرند) är en kommunhuvudort i Iran.   Den ligger i provinsen Kerman, i den centrala delen av landet, 700 km sydost om huvudstaden Teheran. Zarand ligger 1 656 meter över havet och antalet invånare är 58 983.
Terrängen runt Zarand är platt åt sydväst, men åt nordost är den kuperad. Runt Zarand är det glesbefolkat, med 15 invånare per kvadratkilometer. Zarand är det största samhället i trakten. Trakten runt Zarand är ofruktbar med lite eller ingen växtlighet.